# Vias
Vias ist eine Kleinstadt und Gemeinde mit 5960 Einwohnern (Stand 1. Januar 2022) im Département Hérault in der Region Okzitanien in Südfrankreich. Sie ist zwischen den Städten Agde und Béziers gelegen. Die wesentlichen Wirtschaftszweige sind der Tourismus und die Landwirtschaft (insbesondere Weinbau). Im zu Vias gehörenden Gebiet befindet sich der Regionalflughafen Béziers-Agde-Vias. Der alte Tower steht im Stadtzentrum, der Neubau befindet sich am Ortsrand der nahe gelegenen Kleinstadt Portiragnes.

## Geschichte
Im Jahre 899 wird Vias erstmals urkundlich erwähnt. Laut einer Charta des Bistums von Agde geht das Lehngut Vias auf einen aus der Zeit der römischen Kolonisation stammenden galloromanischen Landsitz zurück. Im 12. Jahrhundert wird das Dorf mit Schutzwällen aus schwarzem Vulkanstein befestigt. Von den mit Zugbrücken gesicherten vier Stadttoren aus dieser Zeit ist heute nur noch das Tor Saint-Thibéry erhalten. Durch den Bau der befestigten Kirche Saint-Jean-Baptiste (1394–1424, seit 1907 Monument historique) in einer Linie mit den Schutzmauern wurde die Befestigung der Stadt weiter verstärkt.
Nach dem Zweiten Weltkrieg wurden die Stadtmauern weitgehend zerstört, um die Ausdehnung der Stadt zu erleichtern.
| Bevölkerungsentwicklung | Bevölkerungsentwicklung | Bevölkerungsentwicklung | Bevölkerungsentwicklung | Bevölkerungsentwicklung | Bevölkerungsentwicklung | Bevölkerungsentwicklung | Bevölkerungsentwicklung | Bevölkerungsentwicklung |
| ----------------------- | ----------------------- | ----------------------- | ----------------------- | ----------------------- | ----------------------- | ----------------------- | ----------------------- | ----------------------- |
| Jahr                    | 1962                    | 1968                    | 1975                    | 1982                    | 1990                    | 1999                    | 2011                    | 2017                    |
| Einwohner               | 2216                    | 2364                    | 2582                    | 2934                    | 3517                    | 4354                    | 5328                    | 5719                    |

## Verkehr
Vias liegt an der Bahnstrecke Bordeaux–Sète und wird im Regionalverkehr mit TER-Zügen bedient. Es ist außerdem Ausgangspunkt der Bahnstrecke Vias–Lodève in Richtung Florensac.

## Partnerschaft
Partnergemeinde von Vias ist die französische Gemeinde Châtel in Savoyen.

## Weblinks

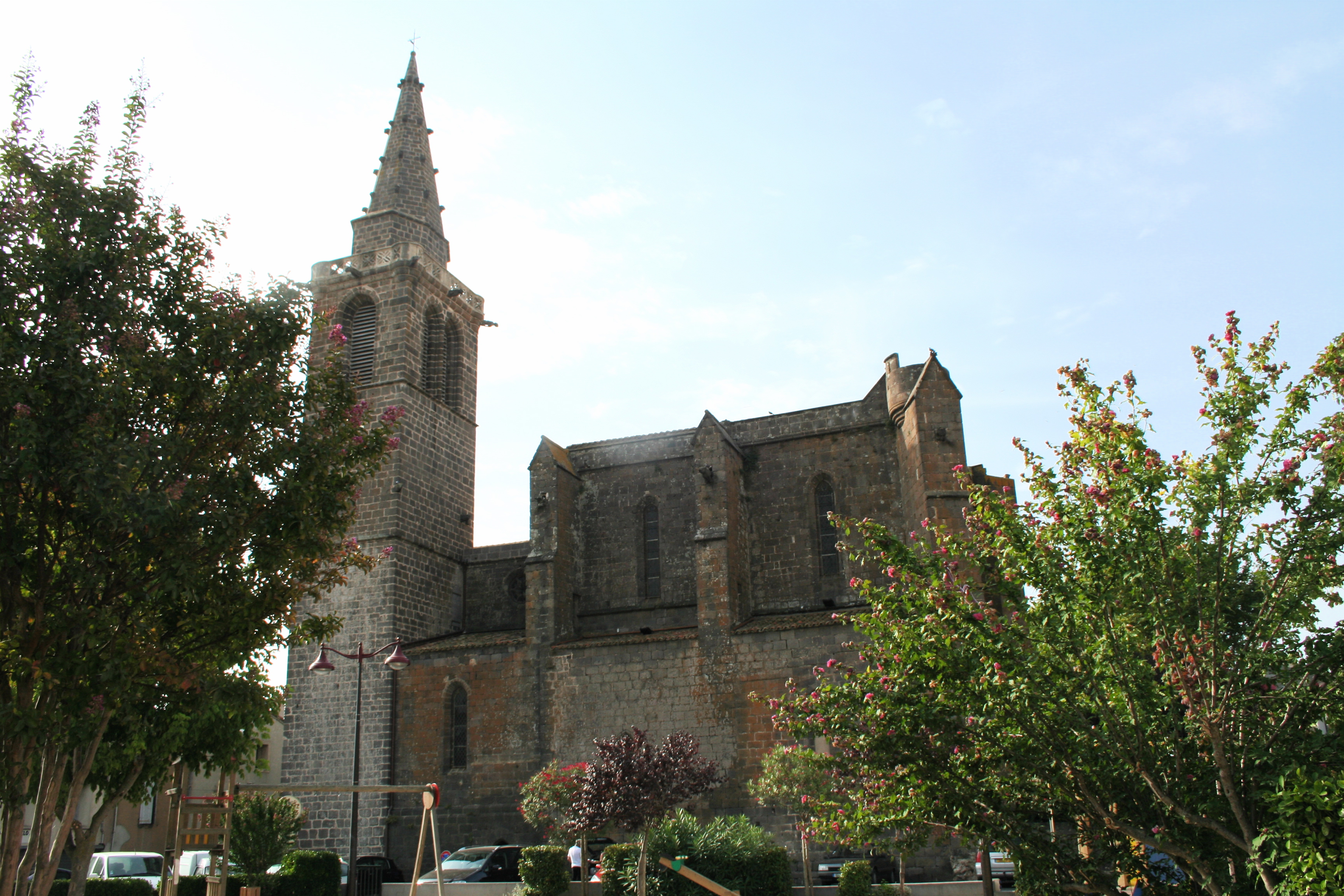
Kirche Saint-Jean-Baptiste im Stadtzentrum
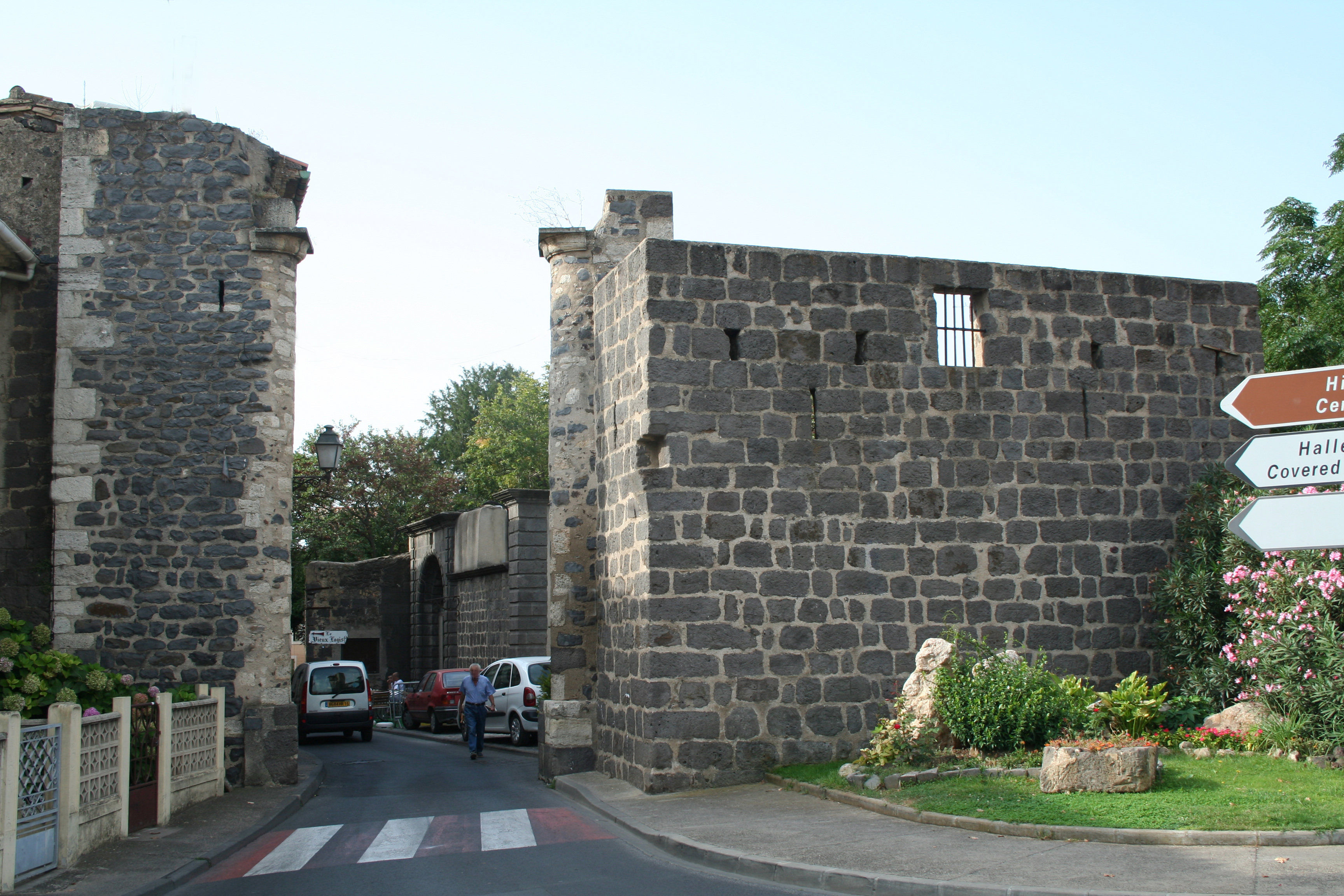
Stadtmauer von Vias
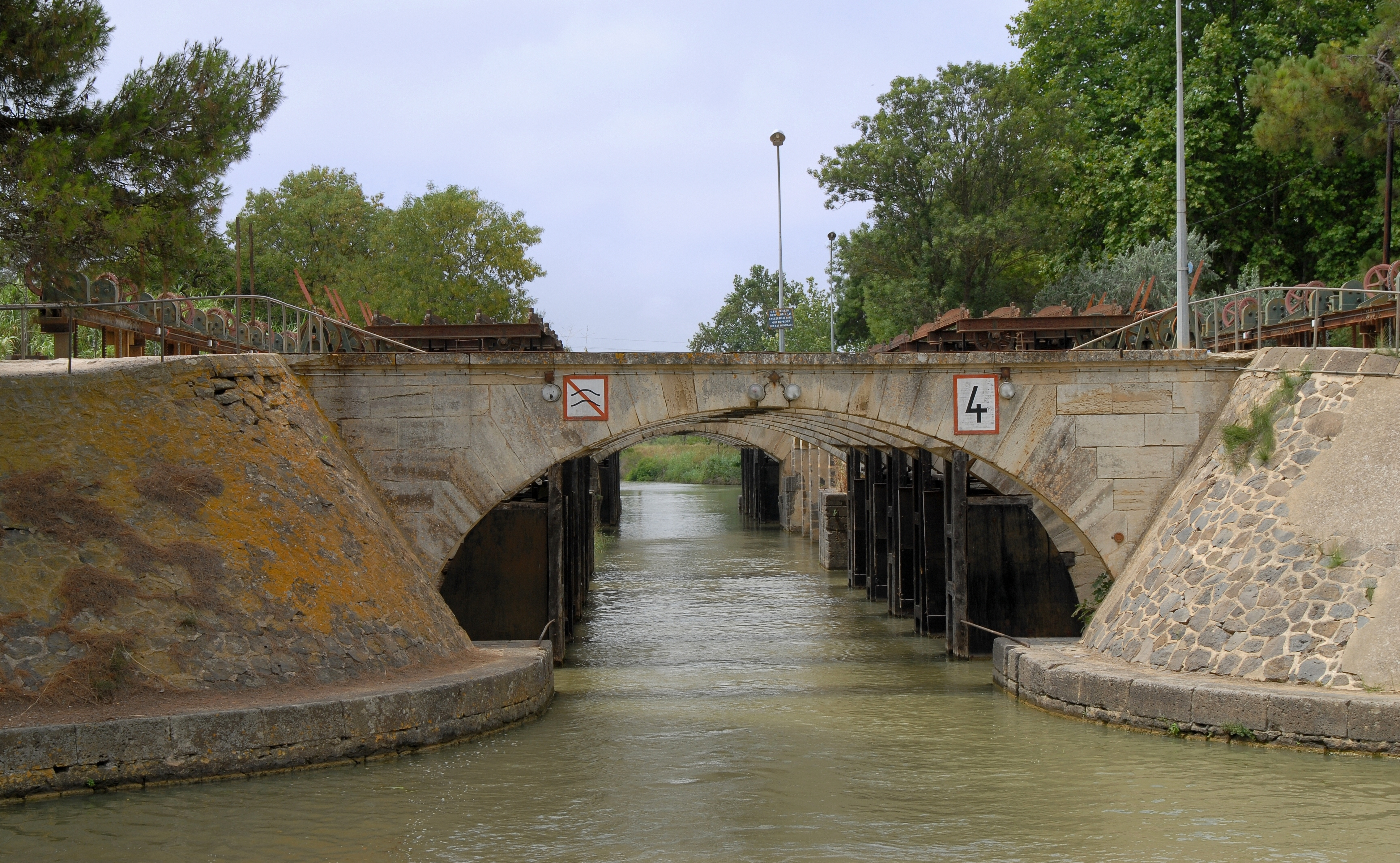
Die 1855 errichtete Ouvrages du Libron ermöglicht die Querung des Canal du Midi mit dem Libron-Fluss.

## Nachweise
1. ↑  Monuments historiques: Vias, Eglise Saint-Jean-Baptiste, abgerufen am 30. März 2017.
2. ↑  Vias – Bulletin municipal Nr. 365, Sept-Oct 2015 (Memento des Originals vom 10. Oktober 2015 im Internet Archive)  Info: Der Archivlink wurde automatisch eingesetzt und noch nicht geprüft. Bitte prüfe Original- und Archivlink gemäß Anleitung und entferne dann diesen Hinweis.  (französisch), abgerufen am 30. März 2017.